# Forêt ancienne du Ruisseau-Teed
La forêt rare du Ruisseau-Teed est un écosystème forestier exceptionnel du Québec (Canada) située dans la ville de Dégelis.
Cette forêt de 45 hectares a pour mission de protéger une érablière à bouleau jaune n'ayant subit aucune perturbation majeure.

## Histoire
Le site a été désigné écosystème forestier exceptionnel en 2009.

## Toponymie
La forêt ancienne du Ruisseau-Teed reprends le toponyme du ruisseau Teed qui coule à proximité. L'origine du nom du ruisseau est quant à elle inconnue auprès de la Commission de toponymie.

## Flore
Le couvert forestier est composé principalement d'érable à sucre qui font jusqu'à 60 centimètres de diamètre, 28 mètres de hauteur et atteignant l'âge de 260 ans.
Le couvert forestier est complété par la présence de bouleau jaune, d'hêtre à grandes feuilles, le sapin baumier, le thuya occidental, le frêne noir, l'érable rouge, le chêne rouge et le pin blanc.